# Peter Racine Fricker
Peter Racine Fricker (ur. 5 września 1920 w Londynie, zm. 1 lutego 1990 w Santa Barbara w stanie Kalifornia) – brytyjski kompozytor.

## Życiorys
Uczył się u R.O. Morrisa w Royal College of Music w Londynie. W latach 1941–1946 odbył służbę jako lotnik w Royal Air Force. Po demobilizacji uczył się w latach 1946–1948 u Mátyása Seibera. W 1949 roku otrzymał nagrodę im. Siergieja Kusewickiego za I Symfonię. Od 1952 do 1964 roku był dyrektorem Morley College w Londynie, od 1955 roku wykładał też kompozycję w Royal College of Music. Od 1964 roku przebywał w USA, gdzie był wykładowcą Uniwersytetu Kalifornijskiego w Santa Barbara. Od 1970 do 1974 roku pełnił funkcję kierownika jego wydziału muzycznego.

## Twórczość
Pisał utwory o wyrazistej melodyce i fakturze przeważnie kontrapunktycznej. Posługiwał się zróżnicowanymi technikami kompozytorskimi, od środków quasi-tonalnych po dodekafonię.

## Wybrane kompozycje
(na podstawie materiałów źródłowych)

### Utwory orkiestrowe
- 5 symfonii (I 1949, II 1950–1951, III 1960, IV „In memoriam Mátyás Seiber” 1966, V 1975–1976)
- Rondo scherzoso (1948)
- Koncert skrzypcowy (1949–1950)
- Concertante na rożek angielski i orkiestrę smyczkową (1950)
- Concertante na 3 fortepiany, smyczki i perkusję (1951)
- Koncert altówkowy (1952)
- Koncert fortepianowy (1952–1954)
- Rapsodia concertante na skrzypce i małą orkiestrę (1954)
- Dance Scene (1954)
- Litany na podwójną orkiestrę smyczkową (1955)
- Comedy Overture (1958)
- Toccata na fortepian i orkiestrę (1959)
- 3 Scenes (1966)
- 7 Counterpoints (1967)
- Concertante na flet, obój, skrzypce i orkiestrę smyczkową (1968)
- Carillon Music No. 1 (1969) i No. 2 (1970)
- Nocturne na orkiestrę kameralną (1971)
- Introitus (1972)
- Entrada (1973)
- Sinfonia in memoriam Benjamin Britten na 17 instrumentów dętych (1976–1977)
- Laudi Concertati na organy i orkiestrę (1979)
- Rondeaux na róg i orkiestrę (1982)
- Koncert na orkiestrę (1986)
- Walk by Quiet Waters (1989)

### Utwory kameralne
- Kwintet na flet, obój, klarnet, róg i fortepian (1947)
- 2 kwartety smyczkowe (1947, 1953)
- Oktet (1958)
- I Serenada na 6 instrumentów (1959)
- II Serenada na flet, obój i fortepian (1960)
- 4 Dialogues na obój i fortepian (1965)
- Fantasy na altówkę i fortepian (1966)
- III Serenada na kwartet saksofonowy (1969)
- Concertante No. 5 na fortepian i kwartet smyczkowy (1971)
- Spirit Puck na klarnet i perkusję (1974)
- Aspects of Evening na wiolonczelę i fortepian (1985)

### Utwory fortepianowe
- Variations (1957–1958)
- 12 Studies (1961)
- Episodes I (1967–1968)
- Episodes II (1969)
- Anniversary (1978)
- Sonata na 2 fortepiany (1978)

### Utwory organowe
- Sonata (1947)
- Choral (1956)
- Ricercare (1965)
- 6 Pieces (1968)
- Toccata (1968)
- Praeludium (1970)

### Utwory wokalno-instrumentalne
- Night Landscape na sopran i orkiestrę smyczkową (1947)
- Musick’s Empire na chór i orkiestrę (1955)
- oratorium The Vision of Judgement na sopran, tenora, chór i orkiestrę (1958)
- Kantata na tenora i 10 instrumentów (1962)
- 5 pieśni O long désirs na sopran i orkiestrę (1963)
- Magnificat na sopran, alt, tenora, chór i orkiestrę (1968)
- Some Superior Nonsense na tenora i zespół instrumentów (1968)
- The Roofs na sopran koloraturowy i perkusję (1970)
- Come, sleep na kontralt, alt, flet i klarnet basowy (1972)
- 6 Melodies de Francis Jammes na tenora i trio fortepianowe (1980)
- oratorium Whispers at These Curtains na baryton, chór, chór chłopięcy i orkiestrę (1984)

### Opery
- opera radiowa The Death of Vivien (1956)
- The Golden Warrior

### Balet
- Canterbury Prologue (wyst. Canterbury 1951)